# Slutet blir döden
Slutet blir döden (Death Comes as the End) är en historisk deckare av Agatha Christie från 1944. Det är den enda av Christies romaner som inte utspelar sig på 1900-talet, och - ovanligt för henne - innehåller inte heller några europeiska karaktärer. Istället utspelar sig romanen i Thebe år 2000 f.Kr., en miljö som Christie fick en uppskattning för när hon arbetade med sin man arkeologen Sir Max Mallowan i Mellanöstern. Romanen är anmärkningsvärd för sitt mycket höga antal dödsfall och kan jämföras med Och så var de bara en ur denna synvinkel. Det är också den första fullängdsromanen som kombinerar historisk fiktion och deckare, en genre som senare skulle komma att kallas den historiska deckaren.
Christie kunde använda kunskaper hon fått genom att arbeta med maken Max Mallowan, som var arkeolog. För ändamålet konsulterade Christie egyptologen Stephen Glanville, som kom med förslaget att basera berättelsen i det forntida Egypten. Han hjälpte också Christie med detaljer om det dagliga hushållslivet i Egypten för 4000 år sedan. Dessutom kom han med kraftfulla förslag till Christie om att ändra slutet på boken. Detta gjorde hon, men ångrade det efteråt och kände att hennes (opublicerade) slut var bättre. 
Romanen är baserad på verkliga brev översatta av egyptologen Battiscombe Gunn, från det egyptiska Mittens rike, och var inspirerad av en inom egyptologin berömd textsamling vid namn Heqanakht papyri som består av brev och räkenskaper och berättar om Heqanakht och dennes sociala och privatekonomiska angelägenheter, samt brev där han klagar över sin familjs beteende och behandling av hans konkubin.
Det är en av endast fyra Christie-romaner som det inte har gjorts någon bearbetning av något slag, de andra är Destination okänd, Passagerare till Frankfurt och Ödets port.
Christie använder ett tema för sina kapitelrubriker, som hon gjorde i många av sina romaner, i det här fallet den egyptiska jordbrukskalendern.

## Handling
Som brukligt är i Christies romaner så vävs kärlekshistorier in i de dramatiska mordskeendena. En viktig del av handlingen fokuserar på Renisenbs tankar och känslor och på hennes val mellan två män - Hori och Kameni - vilka representerar olika livshållningar och vägval för Renisenb.Det lugna livet i en egyptisk familj störs när fadern, Imhotep, återvänder från norr med sin nya konkubin, Nofret, som börjar så missnöje bland dem. När dödsfallen börjar väcks farhågor om en förbannelse över huset, men är mördaren närmare hemmet?
Romanen är i första hand skriven ur Renisenbs perspektiv, en ung änka som återknyter bekantskapen med sin familj när hennes far Imhotep, en framgångsrik men pompös och kortsynt bårhuspräst, för in en ny "fru", Nofret, i deras liv. Nofret stör och antagoniserar snart Imhoteps söner – Yahmose, Sobek och Ipy – samt deras fruar. Renisenb inser att hushållerskan Henet, som låtsas vara hängiven henne, är full av hat. Hon konfronterar Henet mot slutet av berättelsen, som i ett anfall av ilska erkänner att hon hatar Renisenb och hatade Renisenbs sedan länge avlidna mor.
Efter att Imhotep kallats bort försöker Satipy och Kait, de äldre sönernas fruar, trakassera Nofret med tricks, men planen går i stöpet när Nofret vädjar till Imhotep och han hotar att förskjuta sina söner och deras familjer när han återvänder. Plötsligt har alla ett motiv att döda Nofret och när hon hittas död vid foten av en klippa verkar en olycka osannolik, även om ingen vill erkänna något annat.
Därefter faller Satipy mot sin död i skräck från samma klippa medan hon vandrar med Yahmose. Renisenb och andra undrar om det var Nofrets hämndlystna ande som hon tittade på över Yahmoses axel ögonblicket före sin död. Denna teori får kraft när Yahmose och Sobek dricker förgiftat vin. Sobek dör, men Yahmose dröjer sig kvar och har druckit mindre av vinet. En slavpojke som säger sig ha sett Nofrets spöke förgifta vinet dör av gift kort därefter.
Den stilige skrivaren Kameni har förälskat sig i Renisenb och ber henne så småningom att gifta sig med honom. Osäker på om hon älskar honom eller sin fars rådgivare Hori, som hon har känt sedan hon var barn, lämnar hon valet i sin fars händer och förlovar sig med Kameni. Hon inser dock att hans relation med Nofret var närmare än hon hade trott, och att svartsjuka kan ha påverkat Nofrets bittra hat mot familjen. Hori och Esa, Imhoteps åldrade mor (en smart kvinna som trots att hon är nästan helt blind ser saker och ting klarare än de flesta andra - särskilt sin son) börjar undersöka möjligheten av en mänsklig mördare. Ipy, som själv är en trolig misstänkt, börjar skryta om sin nya, bättre position hos sin far. Han planerar att göra sig av med hushållerskan Henet och berättar det för henne. Nästa morgon hittas Ipy död i sjön, drunknad.
Fältet för misstänkta har begränsats ytterligare. Esa försöker få ut mördaren genom att ge en vink om Satipys död, men blir själv mördad med hjälp av förgiftad unguent, trots att det finns en provsmakare. Henet - som känner till mördarens identitet och för ett ögonblick är mäktig mitt i kaoset - kvävs av sängkläderna som används för att svepa in det ständigt ökande antalet offer.
På samma klippstig där Nofret och Satipy dog, hör Renisenb, tydligen kallad av Hori, fotsteg bakom sig och vänder sig om för att se Yahmose. Hon ser sedan blicken av mordiskt hat i sin brors ögon som Satipy såg innan hon dödades. Men när Renisenb är på väg att dödas, dräper Hori Yahmose med en pil och räddar henne. Hori förklarar för Renisenb att Satipy inte såg med rädsla på något bortom Yahmose – hon tittade rakt på honom. Han hade fått i sig en icke-dödlig dos gift och låtsades återhämta sig medan han begick mord, både för att göra sig själv till huvudarvtagare och för att hänge sig åt sin nyfunna kärlek till våld. Renisenbs slutliga val är vem hon ska gifta sig med: Kameni, en livlig make inte olik hennes första, eller Hori, en äldre och mer gåtfull figur. Hon gör sitt val och faller i Horis armar.

## Personer
- Imhotep, en ka-präst
- Nofret, Imhoteps konkubin från Memphis
- Esa, Imhoteps mor
- Yahmose, Imhoteps äldste son
- Satipy, Yahmoses fru
- Ipy, Imhoteps yngste son
- Renisenb, Imhoteps dotter
- Sobek, Imhoteps andre son
- Kait, Sobeks fru
- Henet, en kvinnlig tjänare
- Hori, familjens skrivare
- Kameni, en skrivare från Memphis
- Teti, Renisenbs dotter
- Khay, Renisenbs avlidne man

## Tolkningar
Ett genomgående tema i boken är idén om att människor har två ansikten: ett som de visar upp utåt och ett som de bär inom sig (men som i vissa kritiska lägen kan komma fram). 
Ett annat genomgående tema rör Renisenbs val mellan Kameni och Hori. De båda männen representerar två olika livshållningar.

## Litterär betydelse och mottagande
Maurice Willson Disher sade i The Times Literary Supplement den 28 april 1945 att "När en specialist förvärvar osviklig skicklighet finns det en frestelse att hitta uppgifter som är exceptionellt svåra. Scenerna i Slutet blir döden utspelar sig i det forntida Egypten. De är fint målade. Prästens hushåll, som inte framställs som en helig person, utan som en banal godsägare, gör en omedelbar dragningskraft eftersom dess medlemmar är människor. Men även om författarens skicklighet kan väcka uppståndelse över en gammal kvinnas död för några tusen år sedan, minskar den tiden nyfikenheten på varför eller hur hon (och andra) dog."
Maurice Richardson, en självutnämnd beundrare av Christie, skrev i The Observer den 8 april 1945: "En av de bästa veckorna i kriget för kriminallitteraturen. Först och främst, naturligtvis, den nya Agatha Christie; Slutet blir döden. Och den är verkligen häpnadsväckande ny, med sin forntida egyptiska miljö i ett lantligt hushåll hos en bårhuspräst som överbelastar sin redan spända familj genom att ta hem en ultratuff konkubin från Memphis. Resultatet: en serie mord. Med sin speciella arkeologiska utrustning får Mrs Christie dig att känna dig lika hemma på Nilen 1945 f.Kr. som om hon bombarderade dig med falska ledtrådar i en chintztäckt salong i Leamington Spa. Men hon har inte bara bytt scen; Hennes rekonstruktion är levande och hon arbetar verkligen hårt med sina karaktärer. Min redan sinnessjuka beundran för henne tar ännu högre höjder."
År 1990 togs romanen upp på Crime Writers' Associations' lista över de 100 bästa kriminalromanerna genom tiderna.
Robert Barnard: "Hercule Poirots jul, förflyttad till Egypten, ca 2000 f.Kr. Utförd med takt, men resultatet är på något sätt skelettartat - man inser hur mycket den genomsnittlige Christie är beroende av utsmyckningar: kläder, möbler, det borgerliga livets attiraljer. Den skyldige i detta avslöjas mindre genom upptäckt än genom en elimineringsprocess."

## Bearbetningar
En BBC-adaption av romanen tillkännagavs i augusti 2016, som en del av en serie Christie-produktioner. Gwyneth Hughes tillkännagavs som manusförfattare till filmatiseringen i december 2018, med planerad sändning 2019. Inga ytterligare nyheter om adapteringen har dock avslöjats senare.

## Tryckta böcker
- Christie, Agatha (1944) (på engelska). Death Comes as the End (första amerikanska utgåvan). New York: Dodd, Mead & Co.
- Christie, Agatha (1945) (på engelska). Death Comes as the End (första brittiska utgåvan). London: The Crime Club Collins. Libris 1824231
- Christie, Agatha (1946). Slutet blir döden (översatt av Britte-Marie Wendbladh) (första svenska utgåvan). Stockholm: Bonniers. Libris 1390839
- Christie, Agatha (1981). Slutet blir döden (översatt av Britte-Marie Wendbladh) (andra svenska utgåvan). Stockholm: Bonniers. Libris 7146414
- Christie, Agatha (1988). Slutet blir döden (översatt av Britte-Marie Bergström) (tredje svenska utgåvan). Stockholm: Bonniers. Libris 7148293

## Talböcker
- 1994, TPB, inläst av Ann-Charlotte Linde, 6 ljudkassetter, 7 h, 45 min. Libris 11547895
- 2005, TPB, inläst av Ann-Charlotte Linde, 1 CD-R, 7 h, 35 min. Libris 12588040

## Filmatiseringar
"Slutet blir döden" hör till de få av Christies detektivromaner som inte har filmatiserats.